# Bisgoeppertia robustior
Bisgoeppertia robustior là một loài thực vật có hoa trong họ Long đởm. Loài này được Greuter & R.Rankin mô tả khoa học đầu tiên năm 2008.